# September 30, 1955
Pour plus de détails, voir Fiche technique et Distribution.
September 30, 1955 est un film américain réalisé par James Bridges, sorti en 1977.

## Fiche technique
- Titre : September 30, 1955
- Réalisation : James Bridges
- Scénario : James Bridges
- Photographie : Gordon Willis
- Musique : Leonard Rosenman
- Production : Jerry Weintraub
- Pays d'origine : États-Unis
- Format : Couleurs - 1,85:1 - Mono
- Genre : drame
- Date de sortie : 1977

## Distribution
- Richard Thomas : Jimmy J.
- Susan Tyrrell : Melba Lou
- Deborah Benson : Charlotte
- Lisa Blount : Billie Jean
- Thomas Hulce : Hanley
- Dennis Quaid : Frank
- Mary Kai Clark : Pat
- Dennis Christopher : Eugene
- Collin Wilcox Paxton : la mère à Jimmy J.